# Century
Century fue una banda francesa de la década de los 80 de rock formada en Marsella en 1985. Liderada por el cantante y compositor Jean Duperron (también conocido como John Wesley), Century es probablemente más conocida por el sencillo "Lover Why" del álbum And Soul it Goes en 1986. En Brasil las canciones "Gone With the Winner" fue tema de la teleserie Hipertensão y "Lover Why" fue tema de la novela Ti Ti Ti, ambas en 1986 por la Red Globo.
El primer single de la banda "Lover Why" alcanzó el primer lugar por siete veces en Francia y Portugal y en la décima-primera posición en Suiza. El segundo single de la banda, Jane alcanzó apenas la trigésima-quinta posición en Francia.
Miembros
La banda fue compuesta por Jean-Louis Milford (teclados), Éric Traissard (guitarra), Laurent Cokelaere (bajo), Christian Portes (batería) y el segundo guitarrista Jean-Dominique Sallaberry, siendo el líder y compositor Jean Duperron. En 1989 se separan.
Discografía
| Título              | Detalhes do álbum                                              |
| ------------------- | -------------------------------------------------------------- |
| ...And Soul It Goes | - Lançamento: 1986 - Gravadora: Clever - Formatos: LP, CD, K7  |
| Is It Red?          | - Lançamento: 1988 - Gravadora: MBP - Formatos: LP, K7         |
| Timeless            | - Lançamento: 2006 - Gravadora: Apology Records - Formatos: CD |